# (804) Hispania
(804) Hispania ist ein Asteroid des Hauptgürtels, der am 20. März 1915 vom katalanischen Astronomen José Comas Solá in Barcelona entdeckt wurde.
Der Asteroid trägt den lateinischen Namen Spaniens.